# Milan Belić
Milan Belić (en serbio: Милан Белић ; n. Odžaci, Yugoslavia, 29 de agosto de 1977) es un futbolista serbio. Juega como delantero.
Ha jugado para los siguientes equipos: Solunac Karadjordjevo, Vojvodina Novi Sad, OFK Beograd, 1. FC Nuremberg, APOP Kinyras Peyias, Ethnikos Achna y Anorthosis Famagusta.

## Clubes
| Club                  | País     | Año       |
| --------------------- | -------- | --------- |
| Solunac Karadjordjevo | Serbia   | 1994-1997 |
| FK Vojvodina          | Serbia   | 1997-2002 |
| OFK Belgrado          | Serbia   | 2002      |
| FC Nürenberg          | Alemania | 2002-2003 |
| FK Vojvodina          | Serbia   | 2003-2005 |
| APOP Kinyras Peyias   | Chipre   | 2005-2006 |
| Ethnikos Achna        | Chipre   | 2006-2007 |
| Anorthosis            | Chipre   | 2007-2008 |
| AEP Paphos            | Chipre   | 2008-2009 |
| Ethnikos Achna        | Chipre   | 2009-     |